# Сен-Венсан-сюр-л’Иль
Сен-Венса́н-сюр-л’Иль (фр. Saint-Vincent-sur-l'Isle) — коммуна во Франции, находится в регионе Аквитания. Департамент — Дордонь. Входит в состав кантона Иль-Лу-Овезер. Округ коммуны — Перигё.
Код INSEE коммуны — 24513.

## География

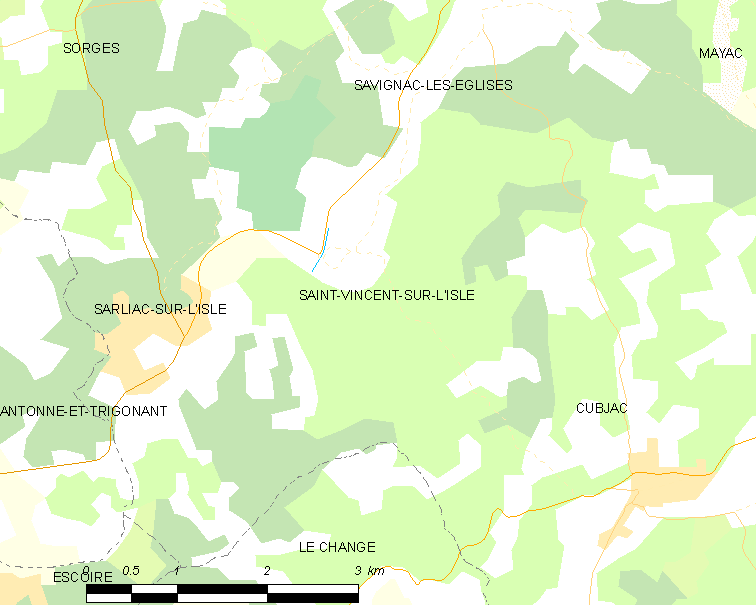
Карта коммуны

Коммуна расположена приблизительно в 420 км к югу от Парижа, в 125 км восточнее Бордо, в 16 км к северо-востоку от Перигё.
На севере коммуны протекает река Иль.

### Климат
Климат умеренный океанический со средним уровнем осадков, которые выпадают преимущественно зимой. Лето здесь долгое и тёплое, однако также довольно влажное, здесь не бывает регулярных периодов летней засухи. Средняя температура января — 5 °C, июля — 18 °C. Изредка вследствие стечения неблагоприятных погодных условий может наблюдаться непродолжительная засуха или случаются поздние заморозки. Климат меняется очень часто, как в течение сезона, так и год от года.

## Население
Население коммуны на 2010 год составляло 264 человека.
| 1962 | 1968 | 1975 | 1982 | 1990 | 1999 | 2010 |
| ---- | ---- | ---- | ---- | ---- | ---- | ---- |
| 161  | 155  | 142  | 152  | 204  | 191  | 264  |

## Администрация
| Период | Период | Фамилия          | Партия                  | Примечания                |
| ------ | ------ | ---------------- | ----------------------- | ------------------------- |
| 1944   | 1953   | Робер Радикс     |                         | профессор                 |
| 1953   | 1959   | Рауль Дидьежан   |                         | торговец                  |
| 1959   | 1971   | Робер Барре      |                         | торговец                  |
| 1971   | 1983   | Жан-Пьер Шамуло  |                         | фермер                    |
| 1983   | 2020   | Жан-Франсуа Фоше | Социалистическая партия | административный работник |

## Экономика
В 2010 году среди 179 человек трудоспособного возраста (15-64 лет) 140 были экономически активными, 39 — неактивными (показатель активности — 78,2 %, в 1999 году было 78,6 %). Из 140 активных жителей работали 127 человек (68 мужчин и 59 женщин), безработных было 13 (6 мужчин и 7 женщин). Среди 39 неактивных 8 человек были учениками или студентами, 21 — пенсионерами, 10 были неактивными по другим причинам.

## Достопримечательности
- Церковь Св. Винсента (XII век)[5]
- Замок Бовьё (XX век)[6]

## Фотогалерея

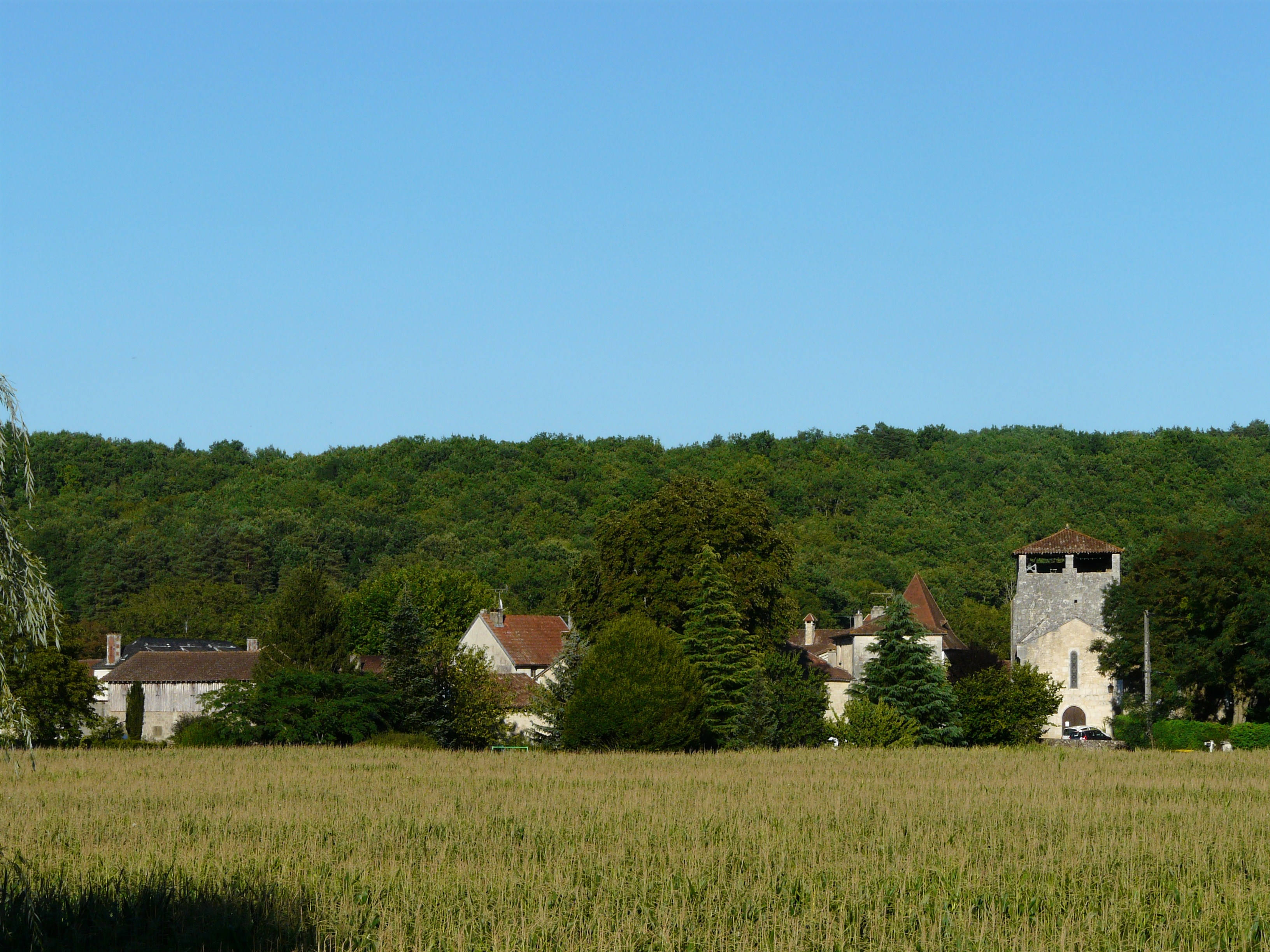
Сен-Венсан-сюр-л’Иль
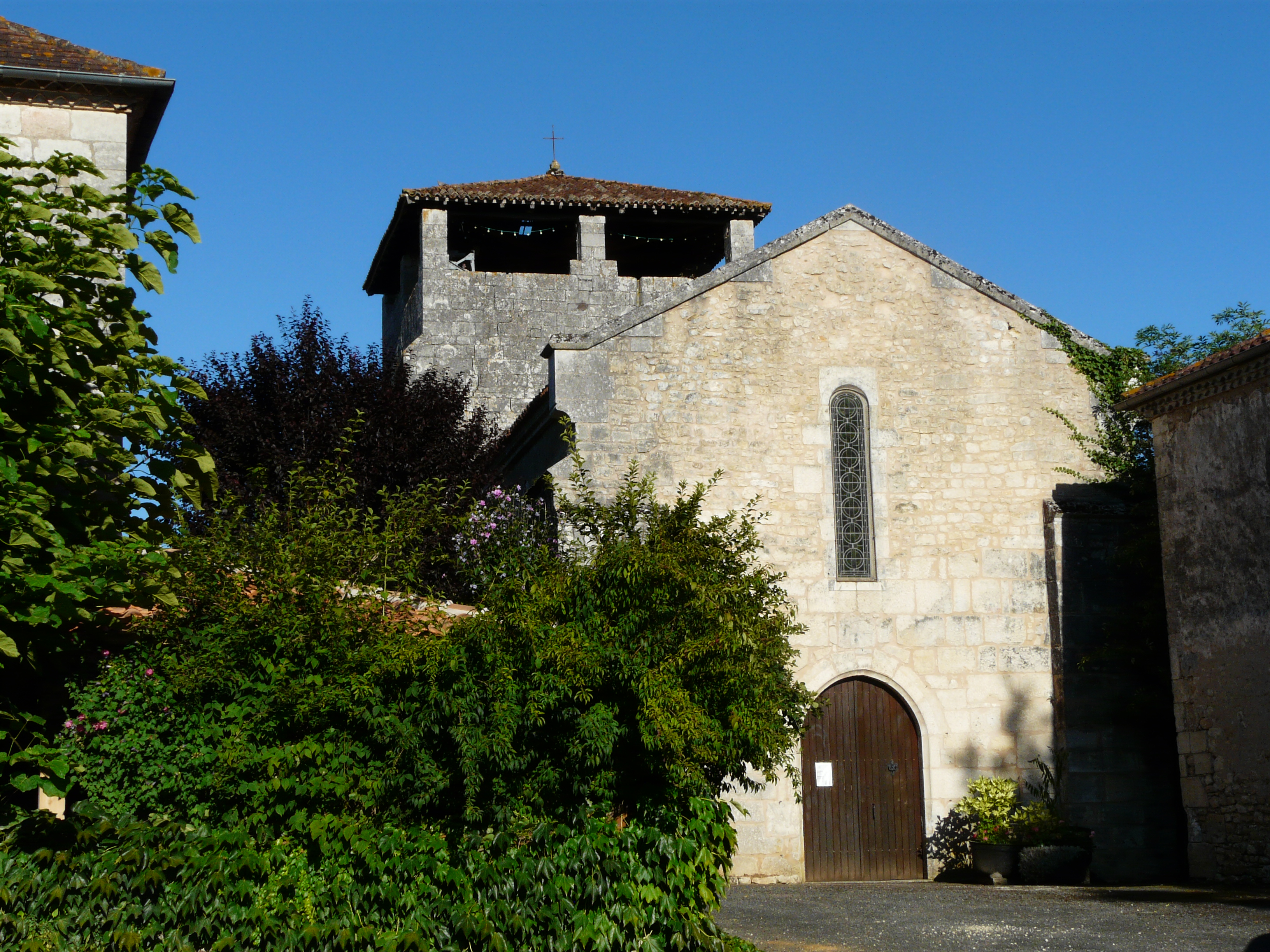
Церковь Св. Винсента
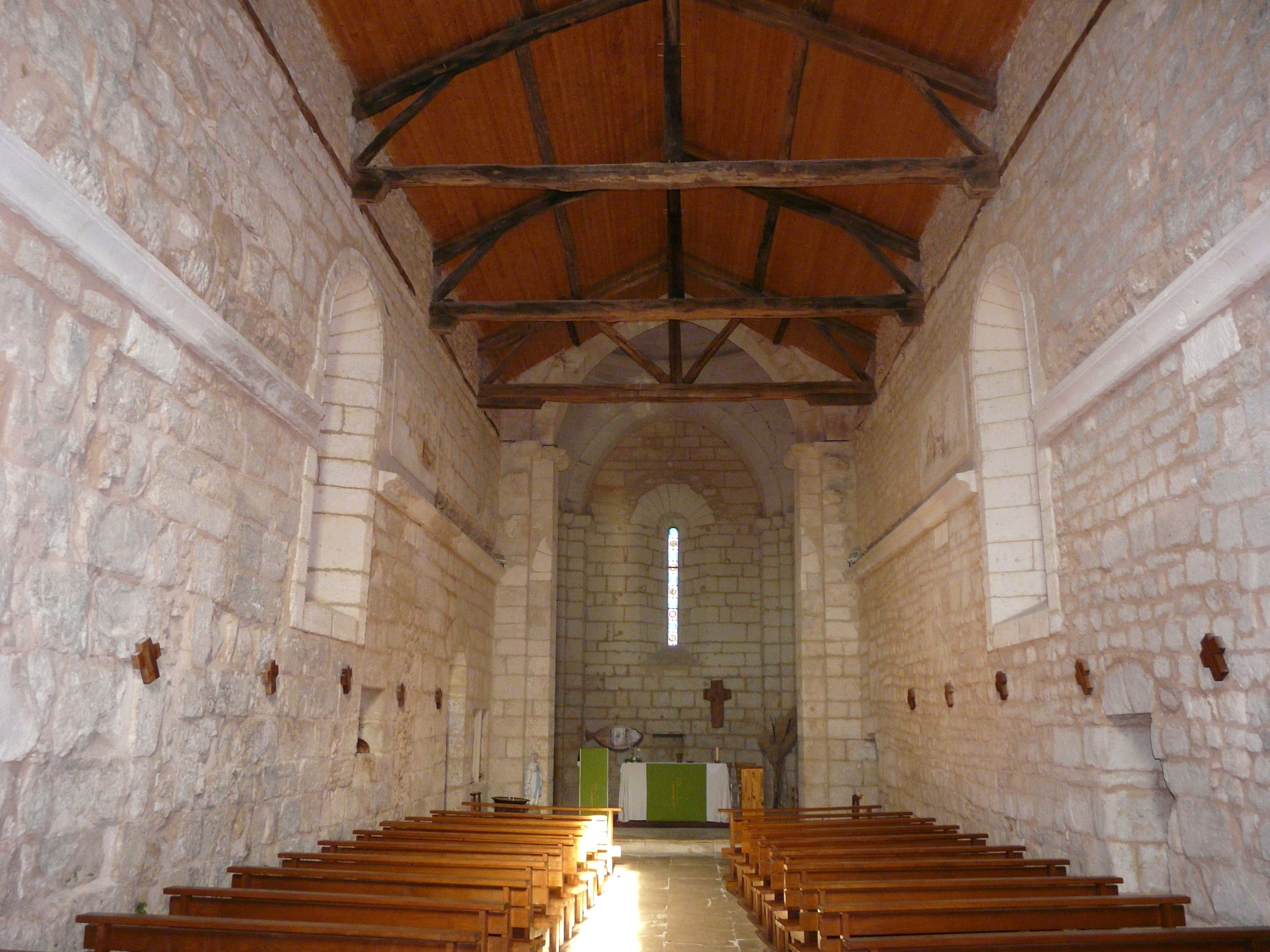
Интерьер церкви Св. Винсента
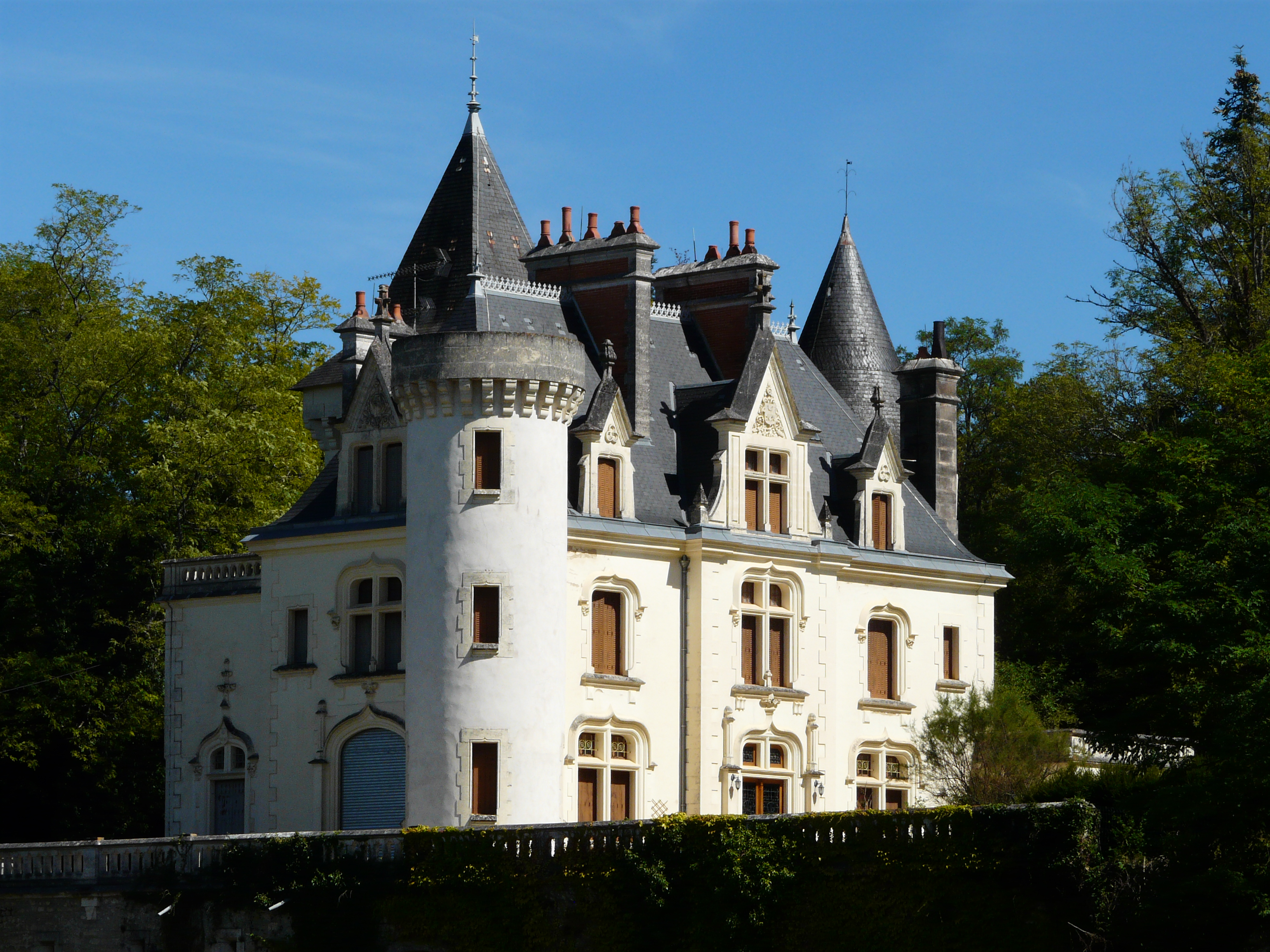
Замок Бовьё
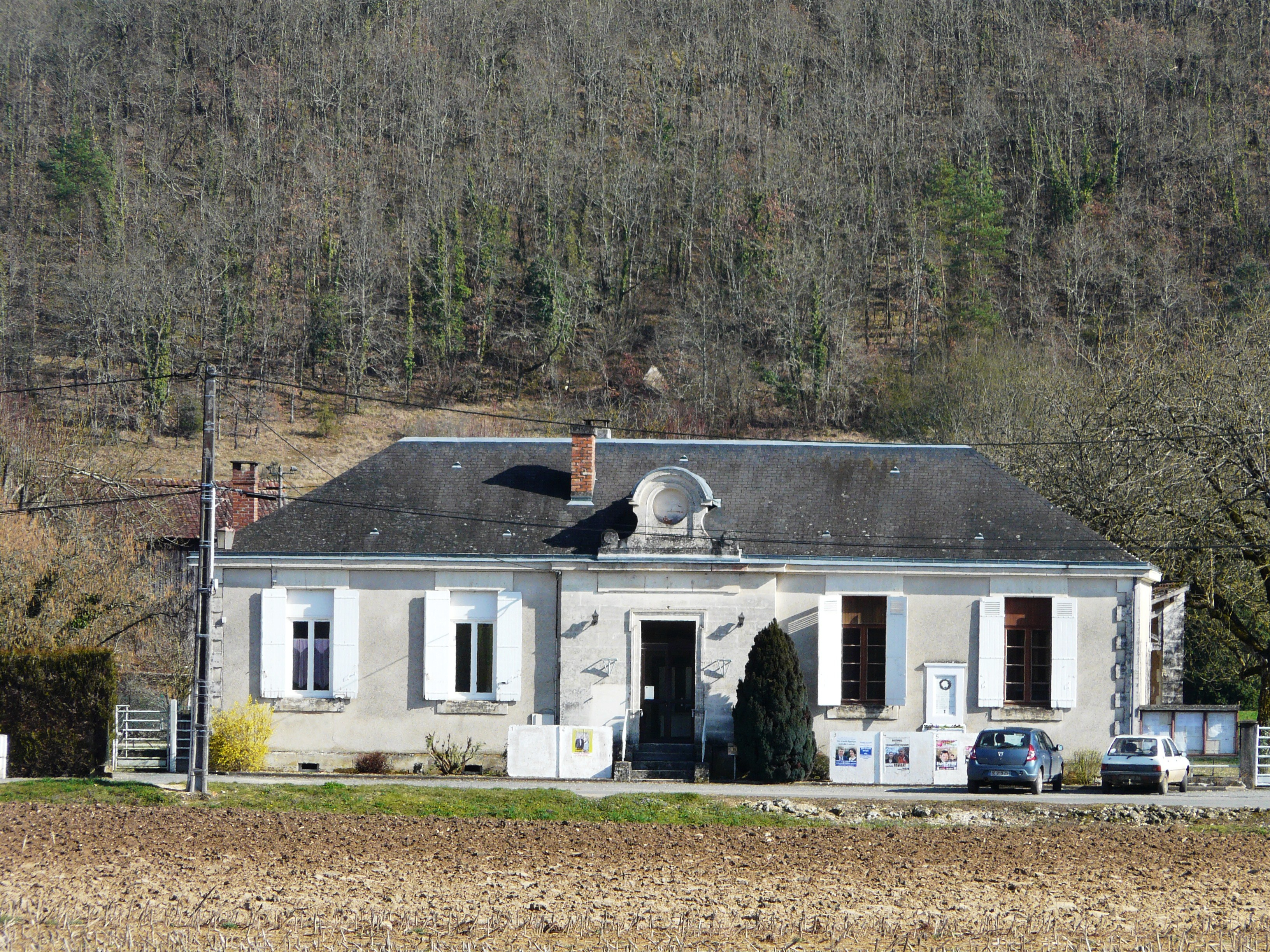
Мэрия
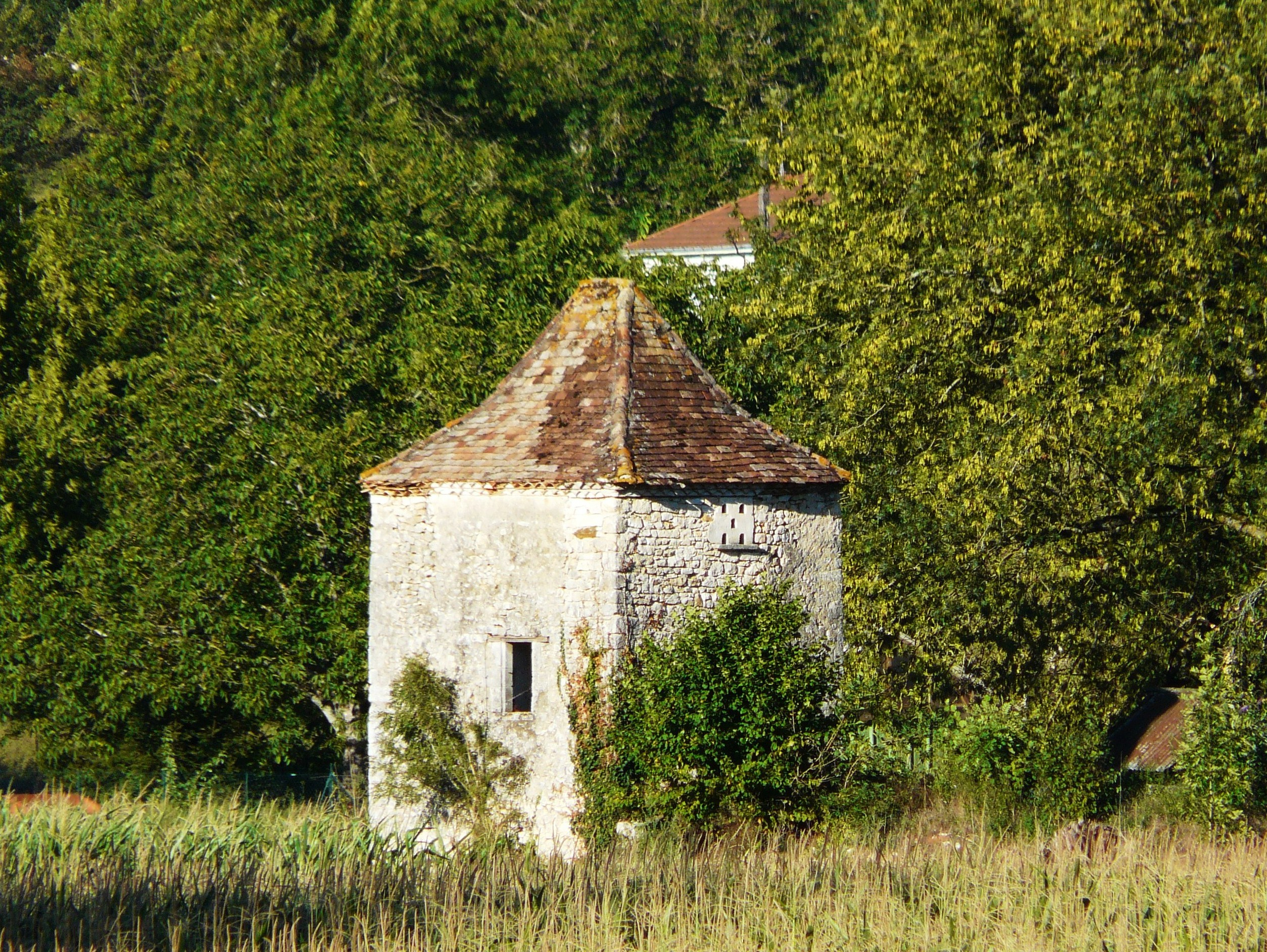
Голубятня
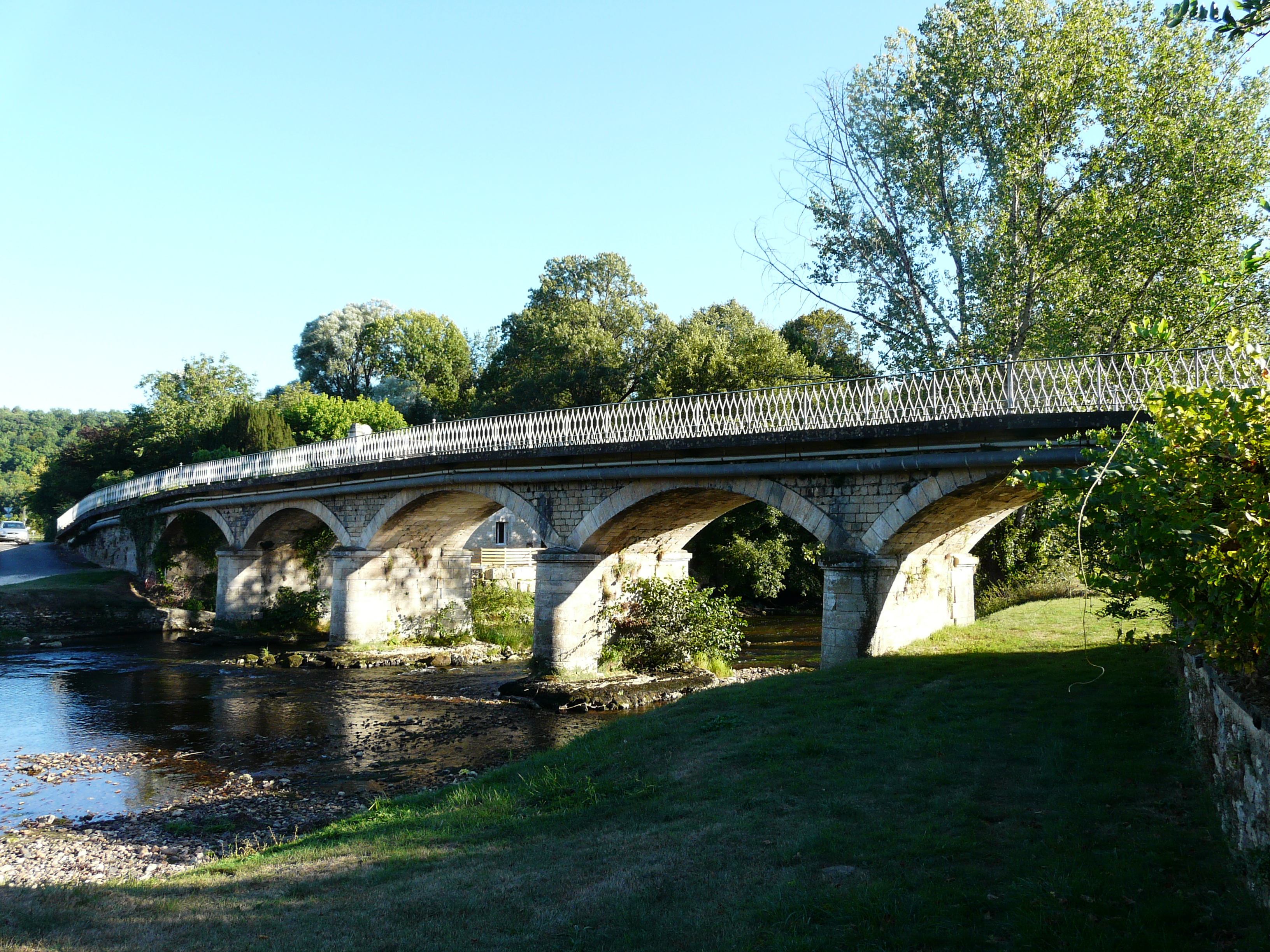
Мост через реку Иль
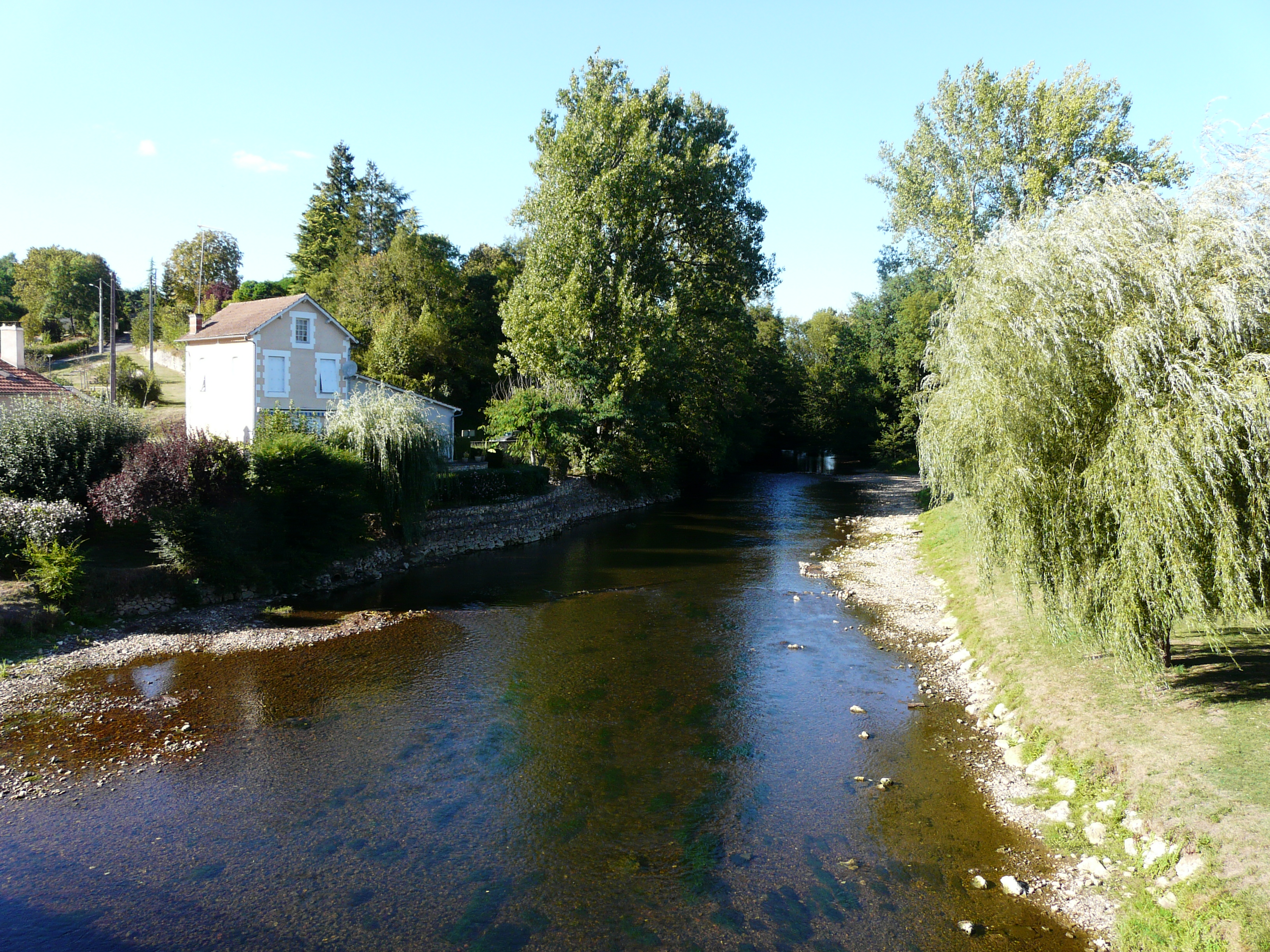
Река Иль